# Keran di Lampron
Keran di Lampron (... – 28 luglio 1285) fu regina della Piccola Armenia, in quanto moglie di Leone III d'Armenia.
Era la figlia di Aitone IV, signore di Lampron.
Molte parole di elogio furono proferite circa la Regina Keran dai suoi contemporanei.
Suo figlio Aitone proclamò che "lei ha una splendida anima ed un bel corpo".
Lo scriba e cronista Avetis, la descrisse come "una buona amica di suo marito nelle difficoltà e nella gioia".

## Matrimonio e discendenza

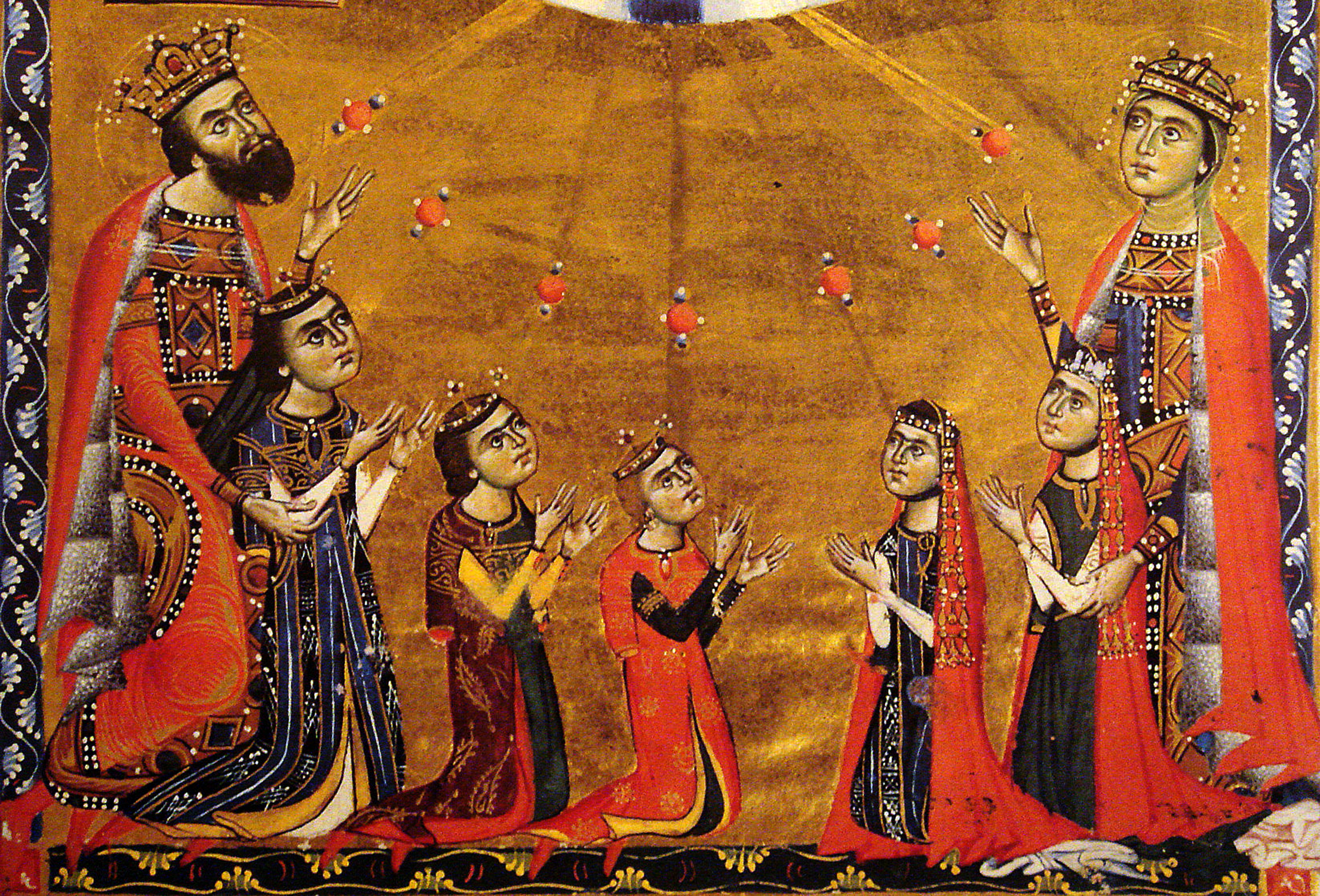
La regina Keran con il marito e cinque dei loro figli

Il matrimonio con Leone fu celebrato il 15 gennaio 1262, ebbero sedici figli:
1. un figlio nato verso la fine del 1262.
2. Principe Costantino d'Armenia (nato a Mamistra nel 1265, morto giovane).
3. Principessa Fimi (nata c. 1266).
4. Aitone II (nato attorno al 1266 - assassinato ad Anazarbe il 7 novembre 1307) re dal 1289 al 1293, dal 1294 al 1297 e dal 1299 alla morte.
5. Principessa Zabel (c.1269 - pre 1273).
6. Thoros III (Mamistra, ottobre 1270 - assassinato a Partzerpert il 23 luglio 1298) re dal 1293 alla morte, fu sepolto a Trazerg.
7. Principe Ruben (nato c. 1272 morto giovane).
8. Principessa Zabel (c. 1273 - ante 1276)
9. Sempad (c. 1276 gemello di Zabel - 1310) re dal 1297 al 1299.
10. Principessa Zabel (c. 1276 gemella di Sempad - assassinata a Sis nel maggio 1323), sposò Amalrico di Tiro.
11. Costantino III (c. 1277 - post 1308) re nel 1299 e nel 1307.
12. Rita (c. 1278 gemella di Theofano - luglio 1333) sposò il 16 gennaio 1294 Michele IX Paleologo - co-imperatore dell'Impero bizantino con suo padre Andronico II Paleologo - furono i genitori di Andronico III Paleologo; a Bisanzio fu conosciuta con il nome di Maria; divenne suora prendendo il nome di Xene; fu sepolta nel Convento di Santa Marta a Costantinopoli.
13. Principessa Theofano (c. 1278 gemella di Rita - 1296); fidanzata a Teodoro Angelo, figlio di Giovanni Ducas, morì durante il viaggio verso Costantinopoli e fu sepolta a Salonicco.
14. Principe Nerse (c. 1279 - 26 maggio 1301) fu sepolto a Trazarg.
15. Oscin (c. 1283 gemello di Alinakh - assassinato il 20 luglio 1320) re dal 1308 alla morte; fu sepolto a Trazarg.
16. Principe Alinakh (c. 1283 gemello di Oshin - 28 agosto 1310) fu sepolto a Trazarg.

Duriante i ventun anni del loro matrimonio Keran diede a Leone dieci figli e sei figlie; tre bambini e tre bambine probabilmente morirono in tenera età.
Cinque dei suoi figli salirono al trono, spesso lottando l'un l'altro.
Il maggiore, Hetum II d'Armenia, abdicò dopo quattro anni in favore del fratello più giovane Thoros III d'Armenia, ma fu rimesso sul trono nel 1294.
Nel 1296 il loro fratello Sempad strangolò Thoros ed accecò Hetum allo scopo di prendere il potere.
Nel 1298 Sempad fu rovesciato dal loro fratello minore Costantino III d'Armenia, che fu rimpiazzato dal fratello maggiore Hetum, che nel 1305 abdicò in favore del figlio di Thoros Leone IV.
In seguito fu Oscin a regnare ed infine il trono fu ereditato da uno dei figli di Zabel e Amalrico.

## La morte
Dopo la nascita del suo ultimo figlio, Keran si fece suora ed entrò nel Monastero di Drazark, assumendo il nome di Theofania.
Morì il 28 luglio 1285 e fu sepolta nel monastero.